# 郊遊 ピクニック
『郊遊 <ピクニック>』（じゃおゆー ぴくにっく、原題：郊遊 (Jiao You)、英題：Stray Dogs）は、2013年の台湾映画。

## 概略
ツァイ・ミンリャン監督の長編第10作にあたる。これまでの作品で一貫して主人公・シャオカンを演じていたリー・カンション及び、ツァイ作品を代表する3人の女優ヤン・クイメイ、ルー・イーチン、チェン・シャンチーが全て出演している。また、シャオカンの息子と娘はリーの甥と姪が演じている。
第70回ヴェネツィア国際映画祭にて初上映され、審査員大賞を受賞した。また、第50回金馬奨最優秀監督賞・最優秀主演男優賞を受賞した。ツァイ監督の金馬奨監督賞受賞は1994年の『愛情萬歳』以来19年ぶりである。
また、ツァイ・ミンリャンは本編を最期に映画監督を引退する意向を示している。

## キャスト
- リー・カンション：シャオカン
- ヤン・クイメイ：髪を梳く女
- ルー・イーチン：子供を連れ去る女
- チェン・シャンチー：涙を流す女
- リー・イーチェン：シャオカンの息子
- リー・イージエ：シャオカンの娘

## スタッフ
- 監督・脚本・美術：ツァイ・ミンリャン
- 脚本：ドン・チェンユー、ポン・フェイ
- 制作総指揮：ヴィンセント・ワン
- 制作：ジャック・ビドゥ、マリアンヌ・デュモウラン
- 撮影：リャオ・ペンロン、ソン・ウェンチョン
- 編集：レイ・チェンチン
- 音響：ドゥ・ドゥージ、クォ・リーチー
- 美術：マサ・リュウ
- 衣装：ワン・チアフイ
- 絵画：ガオ・ジュンホン
- 題字/タイトル：リー・カンション

## 参照
1. ↑  “公式サイト Introduction”. 2014年8月16日閲覧。
2. ↑  “ベネチア映画祭『風立ちぬ』受賞ならず 金獅子賞はイタリアのドキュメンタリー映画『サクロ・グラ』！【第70回ベネチア国際映画祭】”.   シネマトゥデイ (2013年9月8日). 2014年8月16日閲覧。
3. ↑  “引退表明のツァイ・ミンリャン監督、金馬奨獲得に涙…また撮りたいの言葉も”.   シネマトゥデイ (2013年11月24日). 2014年8月16日閲覧。
4. ↑  “ベネチア激震！宮崎駿に続き2人目…ツァイ・ミンリャン監督が引退を発表【第70回ベネチア国際映画祭】”.   シネマトゥデイ (2013年9月7日). 2014年8月16日閲覧。